# Kamatxi Ikpeng
Kamatxi Ikpeng (Txicão, Mato Grosso, 1988) é um cineasta, produtor, ativista e ator indígena brasileiro do povo Ikpeng. Kamatxi trabalhou em vários filmes, incluindo uma atuação em Marangmotxingmo Mïran e a realização do Som Tximna Yukunang. Seu trabalho também envolve a organização de eventos e a criação de instituições para promover as culturas indígenas no Brasil.

## Biografia
Kamatxi Ikpeng nasceu em Txicão, em 1988. Ele é Ikpeng (ou Txikão),[carece de fontes?] um povo indígena que habita o Parque Indígena de Xingu em Mato Grosso e que é conhecido por seu trabalho cinematográfico. Os Ikpeng fizeram vários filmes, incluindo Moyngo (“O Sonho de Maragareum”), em 2000, e Marangmotxingmo Mïran (“Das Crianças Ikpeng Para O Mundo”), em 2001.
Kamatxi é casado com Reko, e eles têm dois filhos, Pirete e Panpo.

## Carreira fílmica
O papel principal de Kamatxi foi em Marangmotxingmo Mïran quando ele era menino. O filme mostra alguns meninos e meninas Ikpeng, incluindo Kamatxi, explicando sobre suas vidas cotidianas. O Festival de Cinema no Museu Americano de História Natural em Nova Iorque apresentou o filme em outubro de 2018. Kamatxi logo decidiu trabalhar com os filmes como carreira e começou a filmar em 2008, graças aos cineastas em seu povo e seu amor para com os filmes.
Kamatxi foi um dos realizadores e camarógrafos de Tximna Yukunang Som (“Gravando Som”) (2010), um documentário sobre o Yumpuno, que significa o processo de tornar-se adulto na sociedade Ikpeng. Kamatxi utilizou os recursos da aldeia virtual do parque Xingu para fazer o documentário. Kamatxi fez entrevistas com os mais velhos da aldeia sobre as origens dos rituais e com outros sobre suas experiências com as partes diferentes do Yumpuno, incluindo tatuagem, música, e dança. O documentário é parte de um projeto maior para preservar a cultura Ikpeng e inclui a Casa Cultural MAWO, um museu e centro de pesquisa Ikpeng no Parque Indígena de Xingu. O documentário foi apresentado na inauguração da Casa Cultural MAWO em 2010.
Kamatxi gravou o documentário Para Onde Foram as Andorinhas? (2015) sobre as mudanças climáticas e como isso afeta as vidas dos Ikpeng agora e no futuro.
Kamatxi participou em um festival de cinema organizado pelos indígenas brasileiros, como parte da conferência Rio +20 das Nações Unidas sobre o desenvolvimento sustentável, onde ele fez uma apresentação sobre seu trabalho.

## Casa Cultural MAWO
A Casa Cultural MAWO é um museu e centro activo de cultura que apoia programas para a pesquisa, preservação, e difusão digital da cultura Ikpeng. A casa é o resultado de uma colaboração entre a Associação Indígena Moygu da Comunidade Ikpeng (Instituto Catitu) e Museu do Índio/Funai, financiado pela companhia estatal de petróleo, Petrobras. Depois de sua inauguração em 2010, a casa cultural MAWO começou a desenvolver um arquivo digital sobre a história, cultura, e língua do povo Ikpeng. A Casa Cultural MAWO realizou um intercâmbio entre alguns professores brasileiros e alguns membros dos ikpeng, incluindo Kamatxi; essa colaboração focaliza-se em preservar a cultura e a língua Ikpeng através da direção dos jovens indígenas e dos recursos da Pontifícia Universidade Católica de Goiás.

## Filmografia
| Título                                  | Ano  | Papel    |
| --------------------------------------- | ---- | -------- |
| Marangmotxingmo Mïran                   | 2002 | Ator     |
| Som Tximna Yukunang/Tximna Yukunang Som | 2010 | Produtor |
| Para Onde Foram as Andorinhas?          | 2015 | Cineasta |